# Arachnophaga ferruginea
Arachnophaga ferruginea är en stekelart som beskrevs av Charles Joseph Gahan 1943. Arachnophaga ferruginea ingår i släktet Arachnophaga och familjen hoppglanssteklar. Inga underarter finns listade.